# Pologne aux Jeux olympiques d'été de 1936
L'équipe de Pologne olympique a remporté 6 médailles (3 en argent, 3 en bronze) lors de ces Jeux olympiques d'été de 1936 à Berlin, se situant à la 22e place des nations au tableau des médailles.
L'athlète Klemens Biniakowski est le porte-drapeau d'une délégation polonaise comptant 113 sportifs (102 hommes et 11 femmes).

## Liste des médaillés polonais

### Médailles d'argent
| Sport                  | Discipline                      | Sportifs                                                 | Performance |
| Médailles d'argent : 3 |                                 |                                                          |             |
| Athlétisme             | 100 m (D)                       | Stanisława Walasiewicz                                   | 11 s 7      |
| Athlétisme             | Disque (D)                      | Jadwiga Wajs                                             |             |
| Équitation             | Concours complet par équipe (H) | Henryk Leliwa-Roycewicz Zdzisław Kawecki Seweryn Kulesza |             |

### Médailles de bronze
| Sport                   | Discipline                     | Sportifs                   | Performance |
| Médailles de bronze : 3 |                                |                            |             |
| Athlétisme              | Javelot (D)                    | Maria Kwaśniewska          | 41,80 m     |
| Aviron                  | Deux sans barreur (H)          | Roger Verey Jerzy Ustupski |             |
| Tir                     | 50 m carabine position couchée | Władysław Karaś            |             |

## Engagés polonais par sport

### Athlétisme
| Hommes | Femmes |
| --- | --- |
| 800 m - Kazimierz Kucharski, 4e 5 000 m - Józef Noji, 5e 10 000 m - Józef Noji, 14e 4 × 400 m - Tadeusz Śliwak, Antoni Maszewski, Kazimierz Kucharski, Klemens Biniakowski Javelot - Eugeniusz Lokajski, 7e - Walter Turczyk, 10e Saut en hauteur - Jerzy Pławczyk, 22e - Karol Hoffmann, 32e Triple saut - Edward Luckhaus, 11e - Karol Hoffmann Saut à la Perche - Wilhelm Schneider, 6e Décathlon - Jerzy Pławczyk, 9e 50 km Marche - Teodor Bieregowoj, 9e Marathon - Bronisław Gancarz, 33e - Kazimierz Fiałka | 100 m - Stanisława Walasiewicz, médaille d’argent Javelot - Maria Kwaśniewska, médaille de bronze Disque : - Jadwiga Wajs, médaille d’argent |

### Aviron
| Hommes |
| --- |
| Skiff 1 place - Roger Verey Deux de pointe sans barreur - Roger Verey - Jerzy Ustupski, médaille de bronze Deux de pointe sans barreur - Ryszard Borzuchowski - Edward Kobyliński, 6e Deux de pointe avec barreur - Jerzy Braun - Janusz Ślązak - Jerzy Skolimowski(sportif) Quatre de pointe avec barreur - Włodzimierz Zawadzki - Bronisław Karwecki - Stanisław Kuryłłowicz - Witalis Leporowski- Jerzy Skolimowski(sportif) |

### Basket-ball
| Hommes |
| --- |
| L'équipe de Pologne masculine, 4e - Andrzej Pluciński - Edward Szostak - Ewaryst Łój - Florian Grzechowiak - Jakub Kopowski - Janusz Patrzykont - Paweł Stok - Zdzisław Filipkiewicz - Zdzisław Kasprzak - Zenon Różycki |

### Boxe
| Hommes |
| --- |
| Mouche (moins de 50.8 kg) - Edmund Sobkowiak, 5e Coq (moins de 54 kg) - Antoni Czortek, 9e Plume (moins de 57.1 kg) - Aleksander Polus, 5e Léger (moins de 61.24 kg) - Czesław Cyraniak, 9e Moyen (moins de 72.57 kg) - Józef Pisarski, 17e Mi-lourd (moins de 79.38 kg) - Henryk Chmielewski, 4e Lourd (plus de 79.38 kg) - Stanisław Piłat, 9e |

### Canoë-Kayak
| Hommes                                                 |
| ------------------------------------------------------ |
| K2 10 000 m - Marian Kozlowski et Antoni Bazaniak, 11e |

### Cyclisme
| Hommes |
| --- |
| Route Course en ligne hommes - Wacław Starzyński, 16e - Stanisław Zieliński, 16e - Mieczysław Kapiak - Wiktor Olecki Routes par équipes - Wacław Starzyński - Stanisław Zieliński - Mieczysław Kapiak et Wiktor Olecki |

### Équitation
| Hommes |
| --- |
| Saut d'obstacles individuel - Janusz Komorowski, 36e - Michał Gutowski - Tadeusz Sokołowski Saut d'obstacles par équipe - Janusz Komorowski, Michał Gutowski et Tadeusz Sokołowski Concours complet individuel - Henryk Leliwa-Roycewicz, 15e - Zdzisław Kawecki, 18e - Seweryn Kulesza, 21e Concours complet par équipe - Henryk Leliwa-Roycewicz, Zdzisław Kawecki et Seweryn Kulesza, médaille d’argent |

### Escrime
| Hommes |
| --- |
| Épée individuel - Roman Kantor - Antoni Franz Sabre individuel - Antoni Sobik, 7e - Władysław Segda - Władysław Dobrowolski Épée par équipe - Alfred Staszewicz, Teodor Zaczyk, Rajmund Karwicki, Roman Kantor, Kazimierz Szempliński et Antoni Franz 5e Sabre par équipe - Antoni Sobik, Władysław Segda, Władysław Dobrowolski, Adam Papée, Marian Suski et Teodor Zaczyk 4e |

### Football
| Hommes |
| --- |
| L'équipe de Pologne masculine, 4e - Antoni Gałecki - Ewald Dytko - Franciszek Cebulak - Fryderyk Scherfke - Gerard Wodarz - Henryk Martyna - Hubert Gad - Jan Wasiewicz - Józef Kotlarczyk - Michał Matyas - Ryszard Piec - Spirydion Albański - Teodor Peterek - Walenty Musielak - Walerian Kisieliński - Wilhelm Góra - Władysław Szczepaniak |

### Gymnastique
| Dames |
| --- |
| Concours général par équipe Dames - Klara Sierońska, Marta Majowska, Matylda Ossadnik, Wiesława Noskiewicz, Janina Skirlińska, Alina Cichecka, Julia Wojciechowska et Stefania Krupa, 6e |

### Lutte
| Hommes |
| --- |
| Lutte Gréco-Romaine Poids coq, -56 kg - Antoni Rokita Lutte Gréco-Romaine Poids plume, 56 – 61 kg - Henryk Szlązak Lutte Gréco-Romaine Poids mi-moyens, 66 – 72 kg - Zbigniew Szajewski |

### Natation
| Hommes |
| --- |
| Natation Relais 4 × 200 m Nage libre - Kazimierz Bocheński, Helmut Barysz, Joachim Karliczek, Ilja Szrajbman |

### Tir
| Hommes |
| --- |
| 50 m carabine position couchée - Władysław Karaś, médaille de bronze - Jan Wrzosek, 40e - Antoni Pachla, 44e Pistolet feu rapide à 25 m - Kazimierz Suchorzewski, 7e - Zenon Piątkowski, 27e - Władysław Bursa |

### Voile
| Hommes |
| --- |
| Monotype olympique ou "Olympia Jolle" (mixte) - Leon Jensz, 18e - Jerzy Dzięcioł, 18e 6 m JI (mixte) - Alfons Olszewski, Janusz Zalewski, Juliusz Sieradzki, Józef Szajba et Stanisław Zalewski 11e |